# 北部大區 (葡萄牙)
北部大區 （Região Norte，葡萄牙語發音：[ʁɨʒi'ɐ̃ũ 'nɔɾtɨ]）位於葡萄牙最北部，是葡萄牙七個大区之一。是葡萄牙僅次於首都里斯本所在的里斯本大區，人口第二多的大區，也是面積第三大的大區。根據2017年的人口調查，該地區有3,576,205居民，其面積為21,278（13,222英里）。它的主要人口聚居地是行政中心波多，人口約有一百萬。設有北部區域協調委員會（CCDR-N）負責協調環境政策、土地使用規劃、城市和該地區整體發展的機構，以支援地方政府和議會。大區以下分為八個地方區域：
1. 布拉加区
2. 布拉干薩区
3. 波尔图区
4. 瓜達区
5. 維亞納堡区
6. 維塞烏区
7. 雷亞爾城区
8. 阿威羅区

北部大區是一個多元文化的地區。是一片植被茂密，歷史文化底蘊深厚的土地。最早是凱爾特人的部落來此定居，然後在其河口與許多地中海文明進行貿易交流，包括希臘人、迦太基人。羅馬人曾經征服此地，也曾經遭受日耳曼人、維京人、摩爾人的襲擊入侵。

## 歷史與文化

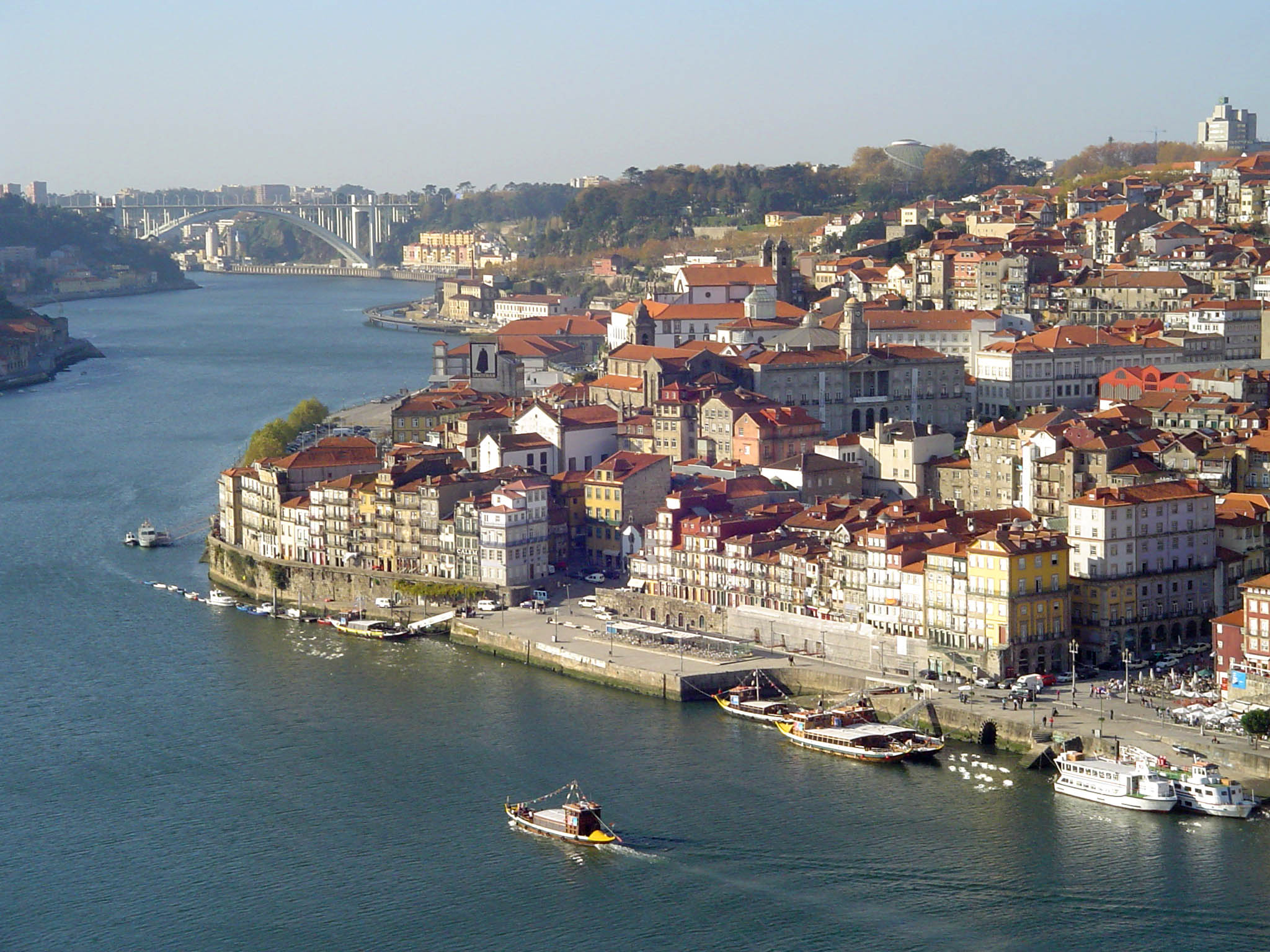
波多舊城區

該地區自史前時代以來一直有人居住，是了解大西洋歐洲、巨石文化和卡斯特羅文化的重要地方。在原史時代，它是與盧西塔尼亞人有聯繫的加拉奇部落（Gallaeci）居住的地方。從歷史上看，葡萄牙北部和西班牙的加利西亞是羅馬帝國的一個行省。當帝國崩潰後，這些來自地中海的侵略者和移民，繼續在葡萄牙北部和中部沿海地區定居，並建立了蘇比克王國（Suebic Kingdom，公元5至6世紀），首都是現在的葡萄牙北部城市布拉加。伊斯蘭勢力征服伊比利半島後，在波多附近建立了一個小郡，這個郡的雄心壯志不斷增長，其後擴展成為葡萄牙郡，也就是阿方索一世建立葡萄牙王國，並宣布向南擴張的地方。而當地的北葡萄牙方言，也隨著葡萄牙王國的勢力向南擴張，逐漸演變成為現代的葡萄牙語。
葡萄牙北部地區有許多從中世紀流傳下來，帶有盾形紋章的莊園和城堡。該地區的美食產品非常多樣化，包括著名的淡酒（vinhos verdes）和濃郁葡萄酒。以及將花絲的光澤與當地刺繡的顏色融合在一起的各種手工藝品。該地區的許多民俗傳統可以追溯到上古時期。
葡萄牙北部和西班牙的加利西亞一直在爭取聯合國教科文組織將當地的傳統文化認定為非物質文化遺產。

## 地理

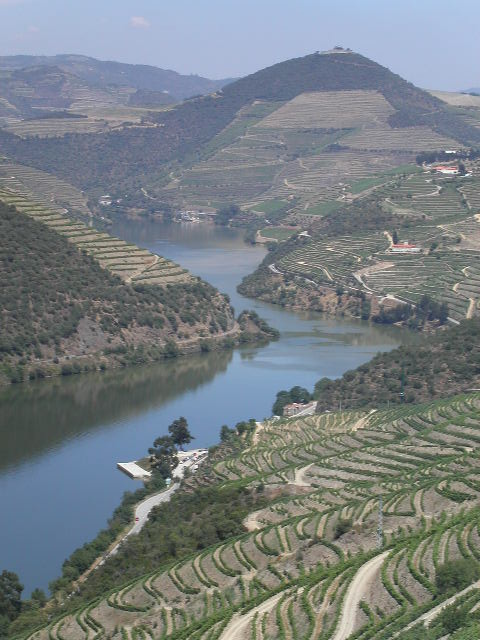
在夏季陽光下的斗羅河谷葡萄園

葡萄牙北部是一個多山的地區，其中有葡萄牙唯一的國家公園：佩內達-格雷斯國家公園，和幾座自然公園：蒙特西尼奧自然公園（Montesinho Natural Park）、阿爾瓦奧自然公園（Alvão Natural Park）。
這裡的海岸被稱為「綠色海岸」（Costa Verde），是一片被沙灘和丘陵所包圍的平坦土地，其中最大的是卡瓦多河和埃夫河（Ave）之間的沿海平原。該地區以綿延不絕的沙丘而聞名，這些沙丘在小冰河時期積聚，其中一部分在北部沿海自然公園範圍內而受到保護。
有幾條東西向的河流，其中最知名的是發源於西班牙，流經葡萄牙，最後注入大西洋，全長897公里，流域面積9.8萬平方公里的斗羅河。米尼奧河標誌著西北葡萄牙和西班牙的邊界，是另一條重要的河流。
這個地區的河流、瀑布、肥沃土壤的葡萄園、與城鎮中的古蹟相結合，共有四個世界遺產：上斗羅葡萄酒產區、科阿峽谷史前岩石藝術遺址、波多舊城區和基馬拉斯古城。

## 氣候

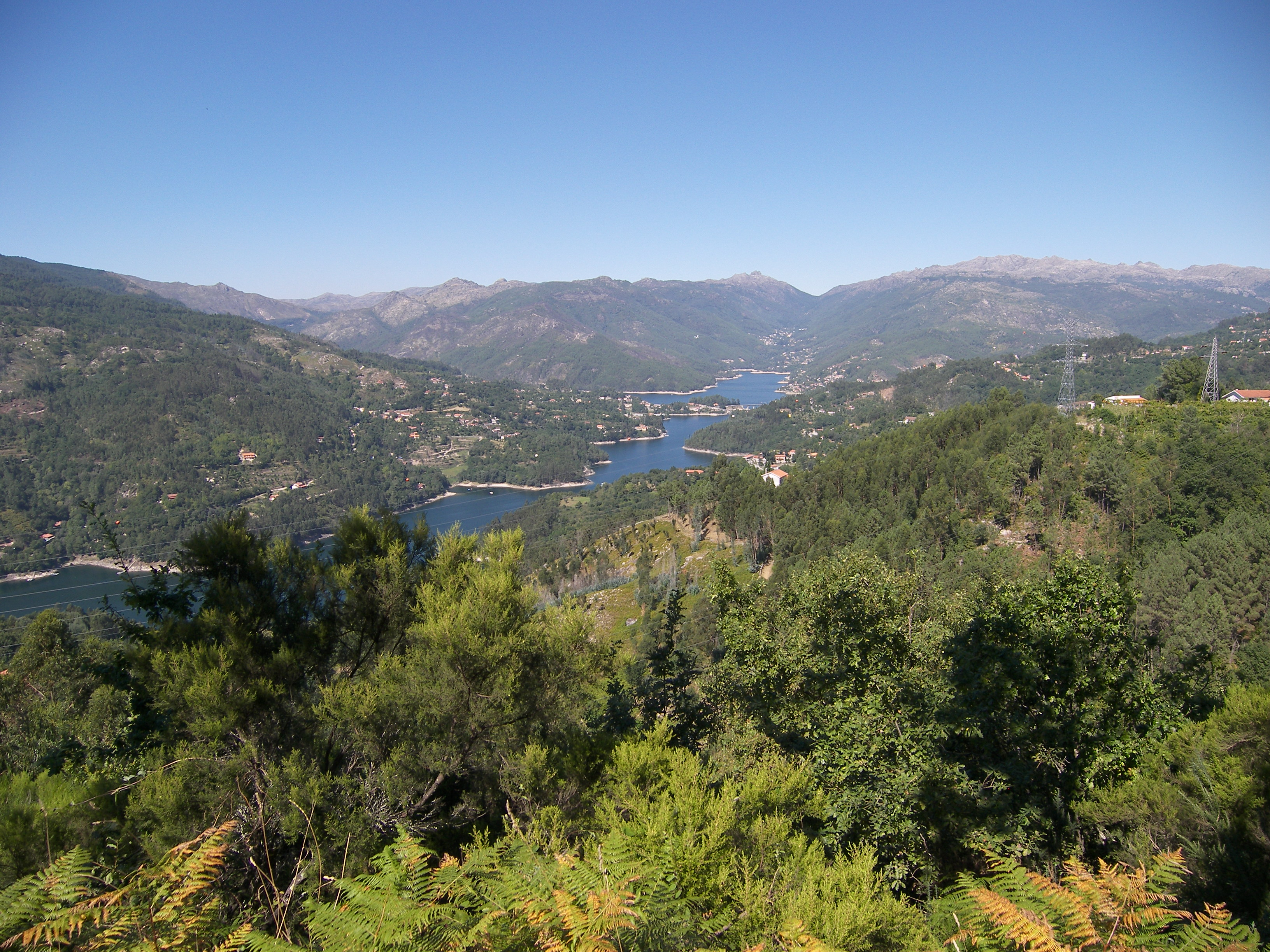
佩內達-格雷斯國家公園的利馬河，是降雨量最多的地方

葡萄牙北部地區在濱海地區為夏季溫暖型地中海氣候（柯本氣候分類法，'Csb'），在斗羅河谷則為夏季炎熱型地中海氣候（柯本氣候分類法，'Csa'）。西北部受大西洋的影響，有溫和的夏季和冬季，晝夜溫差很少超過10 °C（50.0 °F）。而東北部內陸則夏季炎熱，冬季較長，因此具有大陸性氣候特徵，晝夜溫差很少超過20 °C（68.0 °F）。
降雨非常不規則，因為地形因素和與海洋的距離影響，即使在鄰近的地區，也會嚴重影響降雨量的多寡。西北部內陸山區是整個葡萄牙的降雨量最高的地方。 但斗羅河谷卻是全個葡萄牙最乾旱的地區之一。一些多雨的城市包括比利亞雷亞爾、布拉加，以及濱海的維亞納堡。從聖安德列角（Cape SantoAndré）到波多市區的海岸條氣候宜人，太陽輻照度較高且降雨量較低。